# غابرييل ناروتوفيتش
غابرييل ناروتوفيتش (مواليد 17 مارس 1865، تلسياي، ليتوانيا – 16 ديسمبر 1922، وارسو، بولندا) سياسي وشغل منصب أول رئيس لبولندا خلال الفترة 11 ديسمبر 1922 حتى اغتياله في 16 ديسمبر 1922.

## وصلات خارجية
- غابرييل ناروتوفيتش على موقع الموسوعة البريطانية (الإنجليزية)